# Vino Rosso
Vino Rosso, född 29 mars 2015, är ett engelskt fullblod, mest känd för att ha segrat i Breeders' Cup Classic (2019).

## Bakgrund
Vino Rosso är en fuxhingst efter Curlin och under Mythical Bride (efter Street Cry). Han föddes upp av John D. Gunther och ägdes av Repole Stable (Mike Repole) & St. Elias Stable (Vincent Viola). Han tränades under tävlingskarriären av Todd Pletcher och reds oftast av Irad Ortiz Jr..
Vino Rosso tävlade mellan 2017 och 2019, och sprang totalt in 4 803 125 dollar på 15 starter, varav 6 segrar, 1 andraplats och 3 tredjeplatser. Han tog karriärens största seger i Breeders' Cup Classic (2019). Han segrade även i Wood Memorial Stakes (2018), Stymie Stakes (2019) och Gold Cup at Santa Anita Stakes (2019).

## Karriär
Vino Rosso gjorde debut på tävlingsbanan som tvååring, den 11 november 2017, då han segrade i ett maidenlöp på Aqueduct Racetrack. Han vann sedan sitt andra löp, ett allowancelöp på Tampa Bay Downs den 22 december 2017.
Vino Rosso inledde treåringssäsongen 2018 med en tredjeplats i grupp 3-löpet Sam F. Davis Stakes. Han tog sin första seger i ett grupplöp den 7 april 2018 i grupp 2-löpet Wood Memorial Stakes. Han deltog även i 2018 års upplaga av Kentucky Derby, där han slutade på nionde plats efter Justify. Hans treåringssäsong fick ett abrupt i augusti efter en skada.
Vino Rossos fyraåringssäsong 2019 var mycket mer framgångsrik än säsongen 2018. Han började säsongen med en seger i Stymie Stakes den 9 mars 2019. Han tog sedan sin hittills största seger, när han segrade i Gold Cup at Santa Anita Stakes den 27 maj 2019.
Han kom även på tredje plats i grupp 1-löpet Whitney Handicap den 3 augusti 2019, och tvåa i grupp 1-löpet Jockey Club Gold Cup. Han gjorde sedan säsongens (och karriärens) sista start den 2 november 2019, då han segrade i grupp 1-löpet Breeders' Cup Classic.
Detta blev även hans sista start, och det meddelades i november 2019 att Vino Rosso avslutar sin tävlingskarriär. Han kommer istället stallas upp som avelshingst vid Spendthrift Farm.